# Bakerella tandrokensis
Bakerella tandrokensis är en tvåhjärtbladig växtart som först beskrevs av Paul Lecomte, och fick sitt nu gällande namn av Simone Balle. Bakerella tandrokensis ingår i släktet Bakerella och familjen Loranthaceae. Inga underarter finns listade i Catalogue of Life.